# 2011 في الولايات المتحدة
فيما يلي قوائم الأحداث التي وقعت خلال عام 2011 في الولايات المتحدة.

## أحداث
- 12 مايو – قانون حماية الملكية الفكرية
- 21 أغسطس – إعصار آيرين
- 1 سبتمبر – تريلو
- 9 يناير – برغر بوب

## سياسة

### تعيين في المنصب
- 1 يناير – أندرو كومو حاكم نيويورك [الإنجليزية]‏.
- 1 يناير – تيم غريفين عضو مجلس النواب الأمريكي.
- 1 يناير – دارين لحود عضو مجلس ولاية إلينوي.
- 1 يناير – سوسانا مارتينيز حاكم نيومكسيكو [الإنجليزية]‏.
- 3 يناير – أندي هاريس عضو مجلس النواب الأمريكي.
- 3 يناير – براين ساندوفال حاكم نيفادا  [لغات أخرى]‏.
- 3 يناير – جستين عماش عضو مجلس النواب الأمريكي.
- 3 يناير – جون بينر الناطق باسم مجلس النواب الأمريكي.
- 3 يناير – جون هويفان عضو مجلس الشيوخ الأمريكي.
- 3 يناير – جيري براون حاكم كاليفورنيا.
- 3 يناير – دان كوتس عضو مجلس الشيوخ الأمريكي.
- 3 يناير – راند بول عضو مجلس الشيوخ الأمريكي.
- 3 يناير – رونالد جونسون عضو مجلس الشيوخ الأمريكي.
- 3 يناير – مارك دايتون حاكم مينيسوتا [الإنجليزية]‏.
- 3 يناير – ماركو روبيو عضو مجلس الشيوخ الأمريكي.
- 3 يناير – مايك بومبيو عضو مجلس النواب الأمريكي.
- 3 يناير – مايكل غريم عضو مجلس النواب الأمريكي.
- 4 يناير – ريك سكوت حاكم ولاية فلوريدا [الإنجليزية]‏.
- 10 يناير – جون كيسيك حاكم ولاية أوهايو  [لغات أخرى]‏.
- 10 يناير – ديفيد بلوف كبير مستشاري رئيس الولايات المتحدة [الإنجليزية]‏.
- 10 يناير – سام براون باك حاكم كانساس [الإنجليزية]‏.
- 10 يناير – غافن نيوسوم نائب حاكم كاليفورنيا [الإنجليزية]‏.
- 12 يناير – نيكي هالي حاكم كارولينا الجنوبية [الإنجليزية]‏.
- 13 يناير – بيت راوس مستشار رئيس الولايات المتحدة الأمريكية.
- 11 فبراير – جاي كارني السكرتير الصحفي للبيت الأبيض.
- 8 أبريل – فارزارد موستشاري المنسق الوطني لتكنولوجيا المعلومات الصحية ‏.
- 4 مايو – ديبي واسرمان شولتز رئيس اللجنة الوطنية الديمقراطية ‏.
- 16 مايو – رام ايمانويل عمدة شيكاغو [الإنجليزية]‏.
- 1 يوليو – ليون بانيتا وزير الدفاع الأمريكي.
- 6 سبتمبر – ديفيد بتريوس مدير وكالة المخابرات المركزية (2005 - الان).
- 23 سبتمبر – جوناثان ويليام جرينيت رئيس العمليات البحرية.
- 1 أكتوبر – مارتن ديمبسي رئيس هيئة الأركان المشتركة الأمريكية.

### انتهاء فترة المنصب
- 1 يناير – آن ماري سلوتر Director of Policy Planning [الإنجليزية]‏.
- 1 يناير – بيل ريتشاردسون حاكم نيومكسيكو [الإنجليزية]‏.
- 1 يناير – جينيفر غرانهولم حاكم ميشيغان [الإنجليزية]‏.
- 3 يناير – أرنولد شوارزنيجر حاكم كاليفورنيا.
- 3 يناير – ارلين سبكتر عضو مجلس الشيوخ الأمريكي.
- 3 يناير – إيفان بايه عضو مجلس الشيوخ الأمريكي.
- 3 يناير – بارون هيل عضو مجلس النواب الأمريكي.
- 3 يناير – بيتسي ماركي عضو مجلس النواب الأمريكي.
- 3 يناير – جورج فوينوفيتش عضو مجلس الشيوخ الأمريكي.
- 3 يناير – جوزيف قاو عضو مجلس النواب الأمريكي.
- 3 يناير – جون أدلر عضو مجلس النواب الأمريكي.
- 3 يناير – جيري براون المدعي العام في كاليفورنيا [الإنجليزية]‏.
- 3 يناير – جيم دويل حاكم ولاية ويسكونسن [الإنجليزية]‏.
- 3 يناير – جيم غيبونز حاكم نيفادا  [لغات أخرى]‏.
- 3 يناير – ديبي هالفورسون عضو مجلس النواب الأمريكي.
- 3 يناير – ديف فرودنثال حاكم وايومنغ  [لغات أخرى]‏.
- 3 يناير – روس فينغولد عضو مجلس الشيوخ الأمريكي.
- 3 يناير – رون كلاين عضو مجلس النواب الأمريكي.
- 3 يناير – سام براون باك عضو مجلس الشيوخ الأمريكي.
- 3 يناير – ستيف باير عضو مجلس النواب الأمريكي.
- 3 يناير – مايك بنس رئيس المؤتمر الجمهوري لمجلس النواب الأمريكي [الإنجليزية]‏.
- 3 يناير – نانسي بيلوسي الناطق باسم مجلس النواب الأمريكي.
- 3 يناير – والت مينيك عضو مجلس النواب الأمريكي.
- 4 يناير – دونالد كارسييري حاكم رود آيلاند [الإنجليزية]‏.
- 4 يناير – شارلي كريست حاكم ولاية فلوريدا [الإنجليزية]‏.
- 5 يناير – جودي ريل حاكم كونيتيكت  [لغات أخرى]‏.
- 5 يناير – جون بالداتشي حاكم مين [الإنجليزية]‏.
- 6 يناير – جيم دوغلاس حاكم فيرمونت [الإنجليزية]‏.
- 8 يناير – مايك روندز حاكم داكوتا الجنوبية [الإنجليزية]‏.
- 10 يناير – براد هنري حاكم أوكلاهوما [الإنجليزية]‏.
- 10 يناير – تيد ستريكلاند حاكم ولاية أوهايو  [لغات أخرى]‏.
- 10 يناير – تيد كولونجوسكي حاكم ولاية أوريغون [الإنجليزية]‏.
- 10 يناير – ديفيد أكسلرود كبير مستشاري رئيس الولايات المتحدة [الإنجليزية]‏.
- 10 يناير – سوني بيردو حاكم جورجيا [الإنجليزية]‏.
- 10 يناير – مارك فنسنت باركنسون حاكم كانساس [الإنجليزية]‏.
- 11 يناير – بيل ريتر Governor of Colorado [الإنجليزية]‏.
- 11 يناير – نيكي هالي عضو مجلس نواب كارولاينا الجنوبية.
- 12 يناير – مارك سانفورد حاكم كارولينا الجنوبية [الإنجليزية]‏.
- 14 يناير – تشيت كولفير حاكم أيوا [الإنجليزية]‏.
- 15 يناير – فيل بريديسين حاكم تينيسي [الإنجليزية]‏.
- 18 يناير – إد ريندل حاكم ولاية بنسلفانيا [الإنجليزية]‏.
- 8 أبريل – دافيد بلومنثال المنسق الوطني لتكنولوجيا المعلومات الصحية ‏.
- 16 مايو – ريتشارد دالي عمدة شيكاغو [الإنجليزية]‏.
- 30 يونيو – ليون بانيتا مدير وكالة المخابرات المركزية (2005 - الان).
- 1 يوليو – روبرت غيتس وزير الدفاع الأمريكي.
- 1 أغسطس – غاري لوك وزير التجارة الأمريكي.
- 22 سبتمبر – جينيفر بساكي ادارة الاتصالات في البيت الأبيض.
- 30 سبتمبر – مايك مولن رئيس هيئة الأركان المشتركة الأمريكية.

## رياضة
- 1 يناير – أمريكا المفتوحة 2011
- 1 يناير – طواف كاليفورنيا 2011 الفائزون ليفي ليفيمير، توم دانيلسون، كريس هورنر.

## ظهور
- 1 يناير – المريخي رواية من تأليف آندي وير.
- 1 يناير – بينتاتونيكس فرقة كابيلا في الولايات المتحدة.
- 1 يناير – دبستيب نوع من أنواع الموسيقى الراقصة الإلكترونية ، نشات في جنوب لندن ، إنجلترا . ظهرت في أواخر عقد 1990 . باعتبارها تطورا طبيعيا ضمن نمط من الأنماط المتصلة بها ، مثل موسيقى ,Broken beat , jungle ,2- Step Garage , reggae .
- 1 يناير – ريدي بلاير وان كتاب من تأليف إيرنست كلاين.
- 1 يناير – ميغوس

## أفلام
من الأفلام التي صدرت هذه السنة في الولايات المتحدة:
- 1 يناير – 127 ساعة من إخراج داني بويل.
- 1 يناير – أسبوعي مع مارلين من إخراج سيمون كورتيس.
- 1 يناير – أطفال جواسيس: كل الوقت في العالم من إخراج روبرت رودريغيز.
- 1 يناير – أم وطفل من إخراج رودريغو غارسيا.
- 1 يناير – اشترينا حديقة حيوان من إخراج كاميرون كرو.
- 1 يناير – الجناح من إخراج جون كاربنتر.
- 1 يناير – الحافة من إخراج ماثيو شابمان.
- 1 يناير – الدبور الأخضر من إخراج ميشيل جوندري.
- 1 يناير – الرمادي من إخراج جو كارنهان.
- 1 يناير – المبتدئون من إخراج مايك ميلس (كاتب).
- 1 يناير – المخلدون من إخراج ترسيم سينغ.
- 1 يناير – المقاتل من إخراج ديفيد أو. راسل.
- 1 يناير – الوجهة النهائية 5 من إخراج ستيفن كويل.
- 1 يناير – إجازة زوجية من إخراج بوبي فارلي، بيتر فاريلي.
- 1 يناير – إخوة من إخراج جيم شيريدان.
- 1 يناير – إيرانيوم
- 1 يناير – بطاريق السيد بوبر من إخراج مارك ووترز.
- 1 يناير – تلك الظلال المذهلة
- 1 يناير – توكر وديل يواجهان الشر من إخراج إيلي كرايغ.
- 1 يناير – جاك وجيل من إخراج دينيس دوغان.
- 1 يناير – جليس الأطفال من إخراج ديفيد غوردون غرين.
- 1 يناير – حارس الحديقة من إخراج فرانك كوراسي.
- 1 يناير – حب ومخدرات أخرى من إخراج إدورد زويك.
- 1 يناير – حصان حرب من إخراج ستيفن سبيلبرغ.
- 1 يناير – حياة أفضل من إخراج كريس ويتز.
- 1 يناير – خطيئة من إخراج جويل شوماخر.
- 1 يناير – ديفل من إخراج John Erick Dowdle [الإنجليزية]‏.
- 1 يناير – ذا ميكانيك من إخراج سيمون ويست.
- 1 يناير – ذات الرداء الأحمر من إخراج كاثرين هاردويك.
- 1 يناير – ذي ريتي من إخراج ميكايل هافستروم.
- 1 يناير – رعاة البقر والكائنات الفضائية من إخراج جون فافرو.
- 1 يناير – ساكر بنش من إخراج زاك سنايدر.
- 1 يناير – سرقة برج من إخراج بريت راتنر.
- 1 يناير – شاق جدا من إخراج P. David Ebersole [الإنجليزية]‏.
- 1 يناير – شتاء بارد من إخراج Debra Granik [الإنجليزية]‏.
- 1 يناير – شجرة الحياة من إخراج تيرينس ماليك.
- 1 يناير – شخص ريفي أخرق من إخراج ديريك مارتيني.
- 1 يناير – شركة الرجال من إخراج جون ويلز (كاتب).
- 1 يناير – شرلوك هولمز: لعبة ظلال من إخراج غاي ريتشي.
- 1 يناير – صاخب لأقصى حد وقريب قرب لا يصدق من إخراج ستيفن دالدري.
- 1 يناير – صيد. 44 من إخراج Aaron Harvey [الإنجليزية]‏.
- 1 يناير – طريق العودة من إخراج بيتر وير (مخرج).
- 1 يناير – طلب العدالة من إخراج روجر دونالدسون.
- 1 يناير – عزم حقيقي من إخراج إيثان كوين، جويل كوين.
- 1 يناير – غدار من إخراج جيمس وان.
- 1 يناير – غواصة من إخراج ريتشارد أيواد.
- 1 يناير – في أرض الدم والعسل من إخراج أنجلينا جولي.
- 1 يناير – قليلا من الجنة من إخراج نيكول كاسيل.
- 1 يناير – كولومبيانا من إخراج Olivier Megaton [الإنجليزية]‏.
- 1 يناير – كونان البربري من إخراج Marcus Nispel [الإنجليزية]‏.
- 1 يناير – كيف تعرف من إخراج جيمس بروكس.
- 1 يناير – لا تدعني أذهب أبدا من إخراج Mark Romanek [الإنجليزية]‏.
- 1 يناير – لاري كراون من إخراج توم هانكس.
- 1 يناير – لعبة شغف من إخراج ميتش غلازر.
- 1 يناير – لقاءات القبور من إخراج The Vicious Brothers [الإنجليزية]‏.
- 1 يناير – لندن بولفار من إخراج وليام موناهان.
- 1 يناير – ليلة الرعب من إخراج كريغ غيليسبي.
- 1 يناير – ليلة الموتى الأحياء
- 1 يناير – مجد الصباح من إخراج روجر ميشيل.
- 1 يناير – محارب من إخراج غافين أوكونور.
- 1 يناير – محامي عائلة لينكن من إخراج براد فورمان.
- 1 يناير – محرك غاضبون من إخراج Patrick Lussier [الإنجليزية]‏.
- 1 يناير – مكالمة هامشية من إخراج جي. سي. شاندور.
- 1 يناير – منتصف الليل في باريس من إخراج وودي آلن.
- 1 يناير – منزل الأحلام من إخراج جيم شيريدان.
- 1 يناير – موسم الساحرة من إخراج بريت راتنر، دومينيك سينا.
- 1 يناير – نحتاج للتحدث عن كيفين من إخراج لين رامزي.
- 1 يناير – هانا من إخراج جو رايت.
- 1 يناير – يوميات روم من إخراج بروس روبنسون.
- 1 يناير – قواعد رودريك من إخراج ديفيد باورز.
- 11 يناير – دون شروط من إخراج ايفان ريتمان.
- 22 يناير – في انتظار سوبر مان من إخراج ديفيس غوغنهايم.
- 4 فبراير – رفيقة السكن من إخراج كريستيان ايي كريستينسن [الإنجليزية]‏.
- 8 فبراير – جست جو وذ إت من إخراج دينيس دوغان.
- 9 فبراير – النسر من إخراج كيفين ماكدونالد.
- 17 فبراير – أنا رقم أربعة من إخراج د. ج. كاروسو.
- 18 فبراير – غير معروف من إخراج جومي كوليت سيرا.
- 4 مارس – بغيض من إخراج Daniel Barnz [الإنجليزية]‏.
- 8 مارس – بلا حدود من إخراج نيل بيرغر.
- 11 مارس – شيفرة مصدرية من إخراج دنكان جونز.
- 11 مارس – معركة لوس أنجلوس من إخراج Jonathan Liebesman [الإنجليزية]‏.
- 11 مارس – ميلو ورحلة الإنقاذ من إخراج سيمون ولز.
- 30 مارس – هوب من إخراج تيموثي هيل.
- 11 أبريل – سكريم 4 من إخراج ويس كرافن.
- 15 أبريل – السرعة الخامسة من إخراج كريس مورغان (كاتب)، غاري سكوت تومسون، نيل إتش. موريتز، فين ديزل، جستن لين.
- 22 أبريل – ماء للفيلة من إخراج فرانسيس لورانس.
- 25 أبريل – انفصال من إخراج توني كاي (مخرج).
- 27 أبريل – ثور من إخراج كينيث براناه.
- 28 أبريل – الإشبينات من إخراج بول فيغ.
- 19 مايو – قراصنة الكاريبي: في بحار غريبة من إخراج روب مارشال.
- 20 مايو – قيادة من إخراج نيكولاس ويندينج ريفين.
- 25 مايو – رجال-إكس: الدرجة الأولى من إخراج ماثيو فون.
- 25 مايو – صداع الكحول الجزء الثاني من إخراج تود فيليبس.
- 5 يونيو – 5 أيام من الحرب من إخراج ريني هارلن.
- 10 يونيو – سوبر 8 من إخراج جاي جاي أبرامز.
- 14 يونيو – الفانوس الأخضر من إخراج مارتن كامبل.
- 17 يونيو – معلمة سيئة من إخراج جيك كاسدين.
- 23 يونيو – المتحولون: الجانب المظلم للقمر من إخراج مايكل بي.
- 30 يونيو – مونت كارلو من إخراج Thomas Bezucha [الإنجليزية]‏.
- 8 يوليو – مدراء فظيعون من إخراج سيث جوردون.
- 13 يوليو – هاري بوتر ومقدسات الموت – الجزء 2 من إخراج دايفيد ييتس.
- 22 يوليو – أصدقاء مع امتيازات من إخراج ويل جلوك.
- 22 يوليو – كابتن أمريكا: المنتقم الأول من إخراج جو جونستون.
- 28 يوليو – حب مجنون، أحمق من إخراج جون ريكوا [الإنجليزية]‏، جلين فيكارا.
- 5 أغسطس – التغير المؤقت من إخراج ديفيد دوبكين.
- 5 أغسطس – نهوض كوكب القردة من إخراج روبرت ويات.
- 8 أغسطس – يوم واحد من إخراج Lone Scherfig [الإنجليزية]‏.
- 9 أغسطس – المساعدة من إخراج تيت تايلور.
- 12 أغسطس – 30 دقيقة أو أقل من إخراج روبن فليشر.
- 31 أغسطس – ايديس أوف مارش من إخراج جورج كلوني.
- 1 سبتمبر – الفرسان الثلاثة من إخراج بول أندرسون.
- 1 سبتمبر – بلاك سوان من إخراج دارين أرنوفسكي.
- 2 سبتمبر – الأحفاد من إخراج ألكسندر باين.
- 3 سبتمبر – عدوى من إخراج ستيفن سودربرغ.
- 6 سبتمبر – فولاذ حقيقي من إخراج شون ليفي.
- 9 سبتمبر – أصدقاء مع الأطفال من إخراج جنيفر ويستفيلد.
- 9 سبتمبر – كرة المال من إخراج بينيت ميلر.
- 12 سبتمبر – 50/50 من إخراج Jonathan Levine [الإنجليزية]‏.
- 21 سبتمبر – حكاية دولفين من إخراج تشارلز مارتن سميث.
- 23 سبتمبر – نخبة قتلة من إخراج Gary McKendry [الإنجليزية]‏.
- 10 أكتوبر – هيوغو من إخراج مارتن سكورسيزي.
- 21 أكتوبر – نشاط خارق 3 من إخراج أرييل شولمان، هنري جوست.
- 26 أكتوبر – في الوقت المحدد من إخراج أندرو نيكول.
- 30 أكتوبر – ملحمة الشفق: بزوغ الفجر - الجزء 1 من إخراج بيل كوندون.
- 1 نوفمبر – 11-11-11 من إخراج دارن لين بوسمان.
- 3 نوفمبر – جيه إدغار من إخراج كلينت إيستوود.
- 9 نوفمبر – الأيام الثلاثة القادمة من إخراج بول هاغيس.
- 23 نوفمبر – الدمى المتحركة من إخراج James Bobin [الإنجليزية]‏.
- 24 نوفمبر – أسرع من إخراج جورج تيلمان الابن.
- 5 ديسمبر – ليلة رأس السنة من إخراج غاري مارشال.
- 9 ديسمبر – شاب بالغ من إخراج جيسون رايتمان.
- 12 ديسمبر – الفتاة ذات وشم التنين من إخراج ديفيد فينشر.
- 15 ديسمبر – مهمة مستحيلة: بروتوكول الشبح من إخراج براد بيرد.
- 16 ديسمبر – ترون: الإرث من إخراج جوزيف كوزينسكي.
- 25 ديسمبر – رحلات غاليفر من إخراج روب ليترمان [الإنجليزية]‏.

## برامج ومسلسلات وأنمي
- ذا كليفلاند شو
- فيوتشوراما
- كوكب شين
- سيم بايونك تايتن
- ترانسفورمرز: برايم
- عرض لوني تونز
- باتمان الجرأة والشجاعة
- فارس وفادي
- كيك باتاوسكي: المغامر

## موسيقى

### ألبومات
من الألبومات التي صدرت هذه السنة في الولايات المتحدة:
- 23 مايو – هكذا ولدت من غناء ليدي غاغا.

## كتب
من الكتب التي صدرت هذه السنة في الولايات المتحدة:
- 1 يناير – أصول النظام السياسي من تأليف فرانسيس فوكوياما.
- 1 يناير – المريخي من تأليف آندي وير.
- 1 يناير – رقصة مع التنانين من تأليف جورج ر. ر. مارتن.
- 1 يناير – سندريلا أكلت ابنتي من تأليف Peggy Orenstein [الإنجليزية]‏.
- 1 يناير – فيزياء المستقبل من تأليف ميتشيو كاكو.
- 1 يناير – قواعد النظام الديمقراطية من تأليف هنري مارتين روبرت.
- 25 أبريل – مختلفة من تأليف فيرونيكا روث.
- 31 مايو – فضول المعرفة من تأليف كلي شيركي.
- 7 يوليو – منزل الآنسة بيرغرين للأطفال المميزين من تأليف رانسوم ريقز.
- 16 أغسطس – ريدي بلاير وان من تأليف إيرنست كلاين.
- 24 أكتوبر – ستيف جوبز من تأليف والتر إيزاكسون.
- 1 نوفمبر – فندق فندوم من تأليف دانيال ستيل.

## وفيات

### يناير
- 8 يناير – جون رول (مواليد 1947)
- 10 يناير – جو جور (مواليد 1931) كاتب أمريكي.
- 14 يناير – تشاك جيلمور (مواليد 1922) لاعب كرة سلة من الولايات المتحدة الأمريكية.
- 18 يناير – جيم مكمانوس (مواليد 1940) لاعب كرة مضرب أمريكي.
- 18 يناير – سارجنت شرايفر (مواليد 1915) سياسي أمريكي.
- 20 يناير – رينولدز برايس (مواليد 1933) كاتب أمريكي.
- 22 يناير – فيرجيل أكينس (مواليد 1928) ملاكم من الولايات المتحدة الأمريكية.
- 27 يناير – تشارلي كالاس (مواليد 1927)
- 29 يناير – ميلتون بابيت (مواليد 1916) ملحن أمريكي.
- 31 يناير – تشارلز كامان (مواليد 1919) مهندس فضاء جوي من الولايات المتحدة الأمريكية.

### فبراير
- 2 فبراير – روجر ستريكلاند (مواليد 1940) لاعب كرة سلة أمريكي.
- 4 فبراير – لي وينفيلد (مواليد 1947)
- 6 فبراير – كين أولسن (مواليد 1926)
- 27 فبراير – غاري وينيك (مواليد 1961) منتج أفلام أمريكي.
- 28 فبراير – جين راسل (مواليد 1921)

### مارس
- 1 مارس – جون لونج (مواليد 1946) رائد فضاء أمريكي.
- 3 مارس – جايمس إيليوت (مواليد 1943) عالم فلك أمريكي.
- 4 مارس – إد مانينغ (مواليد 1944)
- 7 مارس – تشاك نوبل (مواليد 1931) لاعب كرة سلة أمريكي.
- 9 مارس – روبرت ماركوتشي (مواليد 1930)
- 15 مارس – نيت دوغ (مواليد 1969)
- 17 مارس – فرلين هاسكي (مواليد 1927)
- 18 مارس – وارن كريستوفر (مواليد 1925) سياسي أمريكي.
- 23 مارس – جين بارتيك (مواليد 1924)
- 26 مارس – هاري كوفر (مواليد 1917)
- 27 مارس – فارلي جرانجر (مواليد 1925) ممثل أمريكي.

### أبريل
- 4 أبريل – جون أدلر (مواليد 1959) سياسي أمريكي.
- 5 أبريل – باروخ بلومبرغ (مواليد 1925)
- 9 أبريل – سيدني لوميت (مواليد 1924)
- 13 أبريل – إيفلين أينشتاين (مواليد 1941) عاملة اجتماعية من الولايات المتحدة الأمريكية.
- 14 أبريل – ويليام ليبسكوم (مواليد 1919)
- 28 أبريل – وليام كامبل (مواليد 1926) ممثل أمريكي.
- 30 أبريل – دانيال كويلين (مواليد 1940) رياضياتي أمريكي.

### مايو
- 2 مايو – لاري موفيت (مواليد 1954) لاعب كرة سلة أمريكي.
- 3 مايو – جاكي كوبر (مواليد 1922)
- 3 مايو – روبرت بروت (مواليد 1928) فيزيائي أمريكي.
- 4 مايو – ماري ميرفي (مواليد 1931) ممثلة أمريكية.
- 9 مايو – روبرت إلسوورث (مواليد 1926) سياسي أمريكي.
- 11 مايو – روبرت ترايلور (مواليد 1977) لاعب كرة سلة أمريكي.
- 12 مايو – جاك وولف (مواليد 1935)
- 20 مايو – راندي سافاج (مواليد 1952)
- 22 مايو – بول ك ناجل (مواليد 1925) مؤرخ من الولايات المتحدة الأمريكية.
- 26 مايو – هارولد لويس (مواليد 1923) فيزيائي أمريكي.
- 27 مايو – جيف كوناواي (مواليد 1950) ممثل أمريكي.
- 27 مايو – غيل سكوت هارون (مواليد 1949)
- 30 مايو – روزالين يالو (مواليد 1921)
- 31 مايو – بولين بيتز (مواليد 1919) لاعبة كرة مضرب من الولايات المتحدة.

### يونيو
- 3 يونيو – جاك كيفوركيان (مواليد 1928)
- 3 يونيو – جيمس أرنيس (مواليد 1923) ممثل أمريكي.
- 3 يونيو – والي بواغ (مواليد 1920)
- 4 يونيو – لورانس ايغلبرغر (مواليد 1930) دبلوماسي من الولايات المتحدة الأمريكية.
- 7 يونيو – جينارو هيرنانديز (مواليد 1966) ملاكم مكسيكي.
- 9 يونيو – مايك ميتشيل (مواليد 1956) لاعب كرة سلة من الولايات المتحدة الأمريكية.
- 14 يونيو – توم أديسون (مواليد 1936)
- 15 يونيو – مارشال روجرز (مواليد 1953)
- 17 يونيو – بايرون بورفورد (مواليد 1920) رسام أمريكي.
- 18 يونيو – كلارنس كليمونز (مواليد 1942)
- 18 يونيو – لو شوارتز (مواليد 1926)
- 19 يونيو – رالف ميلارد (مواليد 1919)
- 20 يونيو – ريان دان (مواليد 1977)
- 23 يونيو – بيتر فالك (مواليد 1927) ممثل أمريكي.
- 27 يونيو – لورينزو تشارلز (مواليد 1963) لاعب كرة سلة من الولايات المتحدة الأمريكية.
- 29 يونيو – بيلي بيك (مواليد 1920) ممثل أمريكي.

### يوليو
- 1 يوليو – بوب ماكان (مواليد 1964) لاعب كرة سلة أمريكي.
- 5 يوليو – أرمن غيليام (مواليد 1964) لاعب كرة سلة أمريكي.
- 5 يوليو – سي تومبلي (مواليد 1928) رسام أمريكي.
- 8 يوليو – بيتي فورد (مواليد 1918)
- 8 يوليو – روبرتس بلوسوم (مواليد 1924)
- 9 يوليو – دون أكرمان (مواليد 1930) لاعب كرة سلة من الولايات المتحدة الأمريكية.
- 12 يوليو – آمي ديل (مواليد 2000)
- 16 يوليو – جو مكنامي (مواليد 1926) لاعب كرة سلة أمريكي.
- 22 يوليو – توم ألدردج (مواليد 1928)
- 23 يوليو – مارك هانيبال (مواليد 1931)
- 28 يوليو – برايان أوليري (مواليد 1940) رائد فضاء أمريكي.
- 28 يوليو – جون ماربرجر (مواليد 1941) فيزيائي أمريكي.
- 30 يوليو – بوب بيترسون (مواليد 1932) لاعب كرة سلة أمريكي.

### أغسطس
- 3 أغسطس – أنيت تشارلز (مواليد 1948) ممثلة أمريكية.
- 6 أغسطس – بيرناداين هيلي (مواليد 1944) طبيبة من الولايات المتحدة.
- 7 أغسطس – مارك هاتفيلد (مواليد 1922) سياسي أمريكي.
- 7 أغسطس – هيو كاري (مواليد 1919) سياسي أمريكي.
- 8 أغسطس – مايك باريت (مواليد 1943) لاعب كرة سلة أمريكي.
- 22 أغسطس – جوان جيربر (مواليد 1935) ممثلة أمريكية.
- 25 أغسطس – يوجين نايدا (مواليد 1914)
- 29 أغسطس – جيم بيشتولد (مواليد 1927)
- 29 أغسطس – دايفيد إدواردز (مواليد 1915)
- 31 أغسطس – كال كريستنسن (مواليد 1927) لاعب كرة سلة أمريكي.

### سبتمبر
- 6 سبتمبر – مايكل سترن هارت (مواليد 1947) مؤسس مشروع غوتنبرغ.
- 10 سبتمبر – كليف روبرتسون (مواليد 1923)
- 14 سبتمبر – لويس براون (مواليد 1955) لاعب كرة سلة أمريكي.
- 16 سبتمبر – كارا كينيدي (مواليد 1960) منتجة تلفزيونية من الولايات المتحدة الأمريكية.
- 21 سبتمبر – ميكي روتنر (مواليد 1919) لاعب كرة سلة أمريكي.
- 22 سبتمبر – يوجين كينيدي (مواليد 1919)
- 26 سبتمبر – جيري هاينس (مواليد 1927)
- 27 سبتمبر – ويلسون غراتباتش (مواليد 1919)
- 29 سبتمبر – فيليب حنان (مواليد 1913) كهنوت من الولايات المتحدة الأمريكية.
- 30 سبتمبر – أنور العولقي (مواليد 1971)
- 30 سبتمبر – لي دافنبورت (مواليد 1915) فيزيائي أمريكي.

### أكتوبر
- 3 أكتوبر – جيم نيل (مواليد 1930) لاعب كرة سلة من الولايات المتحدة الأمريكية.
- 5 أكتوبر – تشارلز نابير (مواليد 1936)
- 5 أكتوبر – ستيف جوبز (مواليد 1955) رجل أعمال أمريكي ومؤسس مشارك لشركة ابل..
- 7 أكتوبر – ديفيد هيس (مواليد 1936)
- 9 أكتوبر – راي أرانا (مواليد 1939)
- 10 أكتوبر – آلان فودج (مواليد 1944) ممثل أمريكي.
- 11 أكتوبر – بوب جالفين (مواليد 1922)
- 12 أكتوبر – دينيس ريتشي (مواليد 1941)
- 14 أكتوبر – أشاونا هيلي (مواليد 1949) عالِمة حاسوب من الولايات المتحدة الأمريكية.
- 23 أكتوبر – هيربرت هاوبتمان (مواليد 1917) رياضياتي أمريكي.
- 24 أكتوبر – جون مكارثي (مواليد 1927)
- 27 أكتوبر – توم براون (مواليد 1922) لاعب كرة مضرب أمريكي.
- 29 أكتوبر – آر سي بيتس (مواليد 1919) لاعب كرة سلة من الولايات المتحدة الأمريكية.

### نوفمبر
- 4 نوفمبر – نورمان رامسي (مواليد 1915) فيزيائي أمريكي.
- 7 نوفمبر – جو فريزر (مواليد 1944)
- 8 نوفمبر – إد ماكولي (مواليد 1928) لاعب كرة سلة من الولايات المتحدة الأمريكية.
- 9 نوفمبر – بوب كارني (مواليد 1932) لاعب كرة سلة أمريكي.
- 15 نوفمبر – ويليام أرفيسون (مواليد 1934)
- 18 نوفمبر – والت هازارد (مواليد 1942)
- 19 نوفمبر – روث ستون (مواليد 1915) شاعرة من الولايات المتحدة الأمريكية.
- 22 نوفمبر – لين مارغوليس (مواليد 1938)
- 26 نوفمبر – رون لايل (مواليد 1941) ملاكم من الولايات المتحدة الأمريكية.
- 28 نوفمبر – تشارلز كوال (مواليد 1940) عالم فلك أمريكي.

### ديسمبر
- 2 ديسمبر – ديفيد مونتغمري (مواليد 1927) مؤرخ أمريكي.
- 4 ديسمبر – ماري إلين أفيري (مواليد 1927)
- 6 ديسمبر – برنت داربي (مواليد 1981) لاعب كرة سلة أمريكي.
- 7 ديسمبر – جيري روبنسون (مواليد 1922)
- 11 ديسمبر – سوزان غوردون (مواليد 1949)
- 14 ديسمبر – جو سيمون (مواليد 1913)
- 16 ديسمبر – دان فريزر (مواليد 1921) ممثل أمريكي.
- 16 ديسمبر – روبرت إيستون (مواليد 1930) ممثل أمريكي.
- 22 ديسمبر – وليام دويل (مواليد 1923)
- 27 ديسمبر – جوليا سامسون هايوارد (مواليد 1934) لاعبة كرة مضرب من الولايات المتحدة.